# ان‌جی‌سی ۴۷۲
ان‌جی‌سی ۴۷۲ (انگلیسی: NGC 472) یک کهکشان مارپیچی است که تقریباً در فاصله ۲۲۰ میلیون سال نوری از زمین در صورت فلکی ماهی قرار دارد. این کهکشان در ۲۹ اوت ۱۸۶۲ توسط هاینریش لویی داره کشف شد.